# Tower of Music Lover 2
《Tower of Music Lover 2》(ベスト オブ くるり / TOWER OF MUSIC LOVER 2 베스트 오브 쿠루리 / 타워 오브 뮤직 러버 2[*])는 2011년 6월 29일에 일본에서 발매된 쿠루리의 두 번째 베스트 음반이다. 대한민국에는 파스텔 뮤직의 브라우니 엔터테인먼트를 통해, 밴드의 첫 내한공연인 2011년 지산 밸리 록 페스티벌에 맞춰 2011년 7월 20일에 발매되었다.
결성 15주년인 2011년을 맞아 이전에 발매한 베스트 음반 《Tower of Music Lover》 이후 발표한 노래 가운데 싱글을 중심으로 선곡되었다. 이전 베스트 음반에선 발매한 모든 싱글을 수록했으나, 이번 음반에서는 22번째 싱글 〈유쾌한 피넛츠〉가 수록되지 않았다.
자켓 사진에는 교토 타워를 배경으로 멤버인 키시다 시게루와 사토 마사시가 촬영되었다. 쿠루리의 음반 가운데 멤버가 등장하는 것은 데뷔 음반인 《사요나라 스트레인저》 이후 처음이다.
초회반에는 특전으로 음반 구입자 한정 공연의 시리얼 넘버와 오리지널 상품 응모권이 포함되어 있다.

## 수록곡
| #   | 제목                      | 재생 시간 |
| --- | ------------------------- | --------- |
| 1.  | 〈기적〉 (奇跡)           |           |
| 2.  | 〈여행 도중〉             |           |
| 3.  | 〈안녕 Regret〉           |           |
| 4.  | 〈카멜〉                  |           |
| 5.  | 〈셔츠를 빨면〉           |           |
| 6.  | 〈바구니 안의 죠니〉      |           |
| 7.  | 〈연인의 시계〉           |           |
| 8.  | 〈브레멘〉                |           |
| 9.  | 〈초승달〉                |           |
| 10. | 〈마지막 열차〉           |           |
| 11. | 〈마법의 융단〉           |           |
| 12. | 〈쥬빌리〉                |           |
| 13. | 〈말은 삼각 마음은 사각〉 |           |
| 14. | 〈카고시마 오하라절〉     |           |